# Hakupu
Hakupu – miejscowość w Niue (terytorium stowarzyszone z Nową Zelandią). Według danych ze spisu ludności w 2011 roku liczyła 127 mieszkańców – 52 kobiety i 75 mężczyzn. Druga co do wielkości miejscowość kraju.